# Vallée du Jourdain
Ne doit pas être confondu avec Vallée du rift du Jourdain.
La vallée du Jourdain est une région du Proche-Orient qui s'étend sur 120 km le long du fleuve Jourdain, du lac de Tibériade au nord à la mer Morte au sud. Elle est bordée par la Jordanie, Israël, et les territoires palestiniens occupés de la Cisjordanie. Elle occupe la partie centrale du fossé jordanien, qui s'étend sur 420 km du mont Hermon au golfe d'Aqaba.

## Géographie

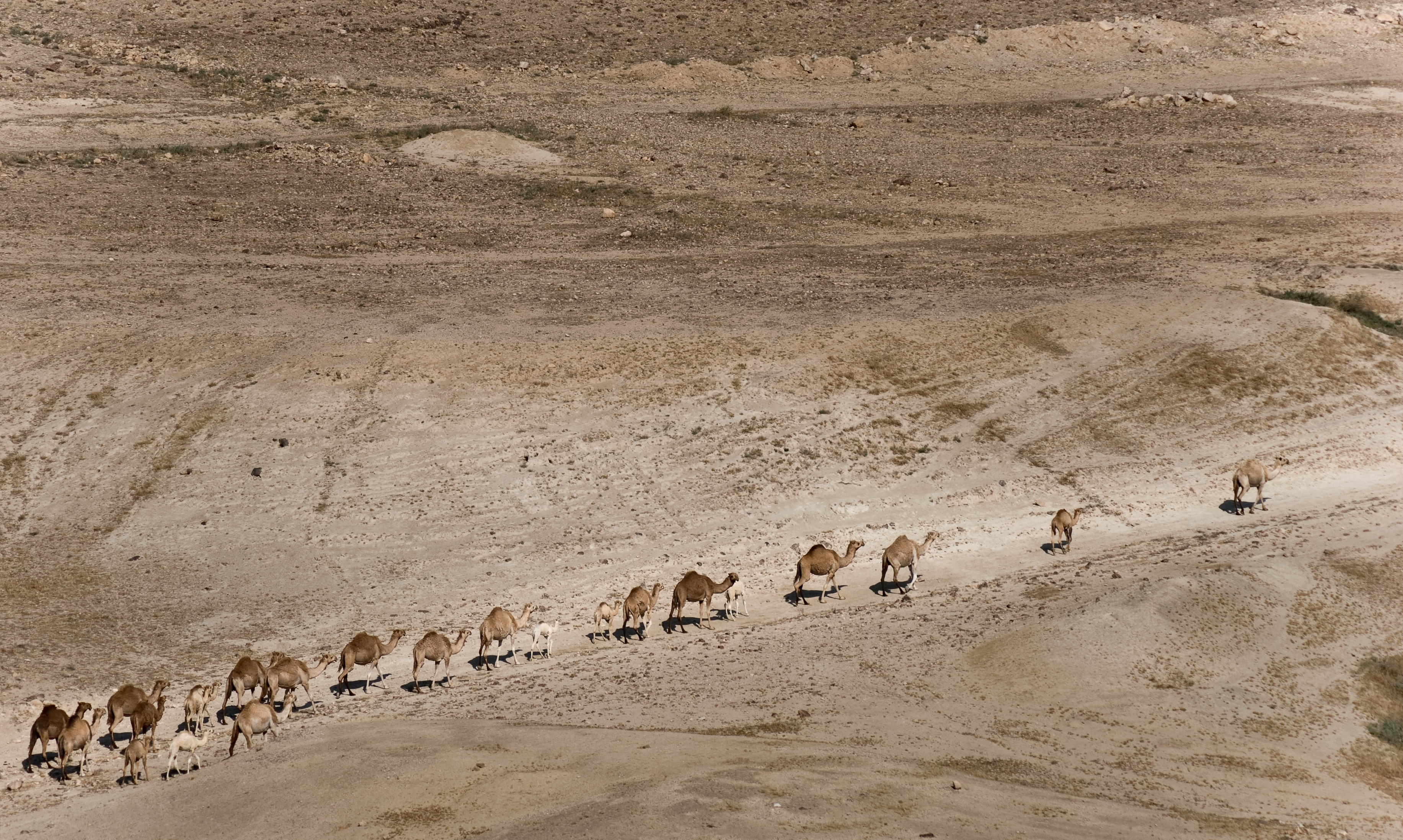
Groupe de dromadaires dans la vallée du Jourdain, en Cisjordanie.

La vallée couvre 1 640 à 2 500 km2 (selon le périmètre retenu). Elle abrite une population totale de 52 132 habitants (2005) côté israélien. Un versant est aujourd'hui contrôlé par les Israéliens, l'autre par les Jordaniens. La vallée constitue un tiers environ de la Cisjordanie et borde l'est d'Israël sur un axe nord-sud, comprenant le lac de Tibériade au nord et les parties moyennes et basses (fertiles) de la vallée du Jourdain et la partie supérieure des rives ouest de la mer Morte.
Il semble que cette partie du monde ait connu d'importantes variations climatiques et de la végétation, pour partie dues à l'action humaine, avec des phénomènes importants d'érosion qui ont peut-être exacerbé l'aridité des milieux.
Les formations géologiques y sont complexes et variées, ce qui explique la grande diversité des paysages, de la flore et de la faune qui bénéficient du corridor biologique et de l'eau offerts par le fleuve, ainsi que de la proximité d'un des corridors de migration aviaire des plus importants du monde. Un gradient climatique existe avec une influence océanique à l'ouest et un climat désertique à l'est.

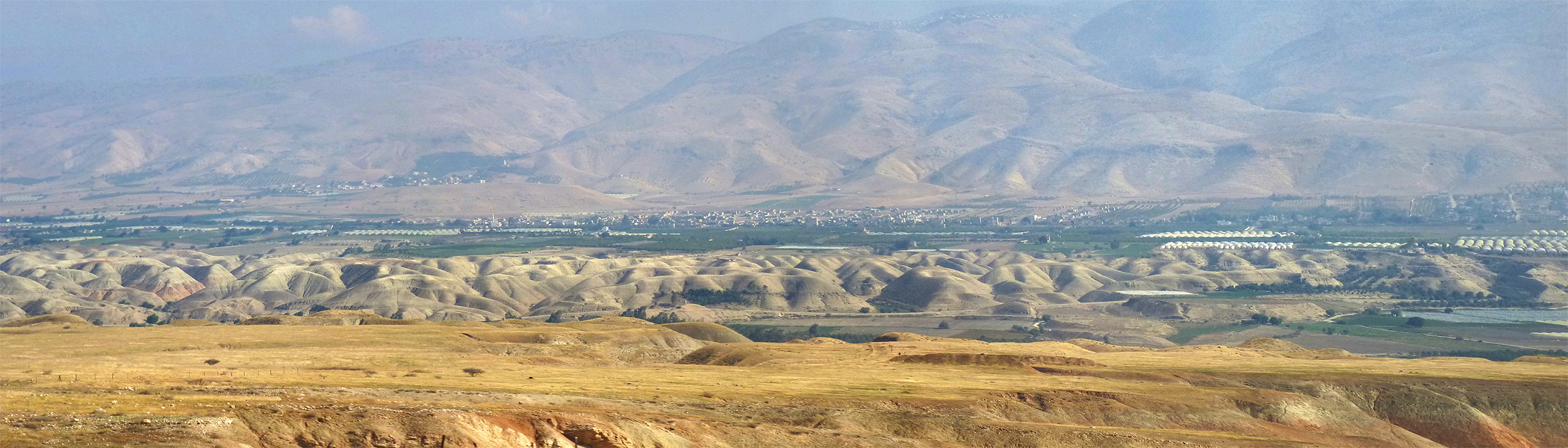
La vallée du Jourdain, vue du côté palestinien sous occupation israélienne (zone C).

## Histoire
La région est maintes fois citée dans les textes religieux, bibliques notamment.
C'est dans un contexte désertique une zone de cultures possibles et effectives, où depuis la création de l'État d'Israël ont été implantées de nombreuses colonies israéliennes. À l'exception de 50 000 Palestiniens dont la carte d'identité mentionne qu'ils habitent dans l'un des villages de cette région, tous les autres ne peuvent plus y pénétrer librement à partir de mai 2005, à la suite d'un ordre militaire pris « sans que le gouvernement ait débattu du sujet et que le public ait été informé », selon l'organisation israélienne de défense des droits de l'Homme B'Tselem. Un cordon nord-sud de check-points en contrôle l'accès. Durant le processus de paix, l'Autorité palestinienne n'a pu s'établir que sur 45 km2 sur les 2 400 km2 qui forment la vallée.
Le « plan de paix » présenté en janvier 2020 par Donald Trump et Benyamin Netanyahou prévoit l'annexion par Israël de l'essentiel de la vallée du Jourdain. Les troupes israéliennes y détruisent régulièrement les constructions palestiniennes non autorisées par l'Administration civile israélienne.

## Environnement

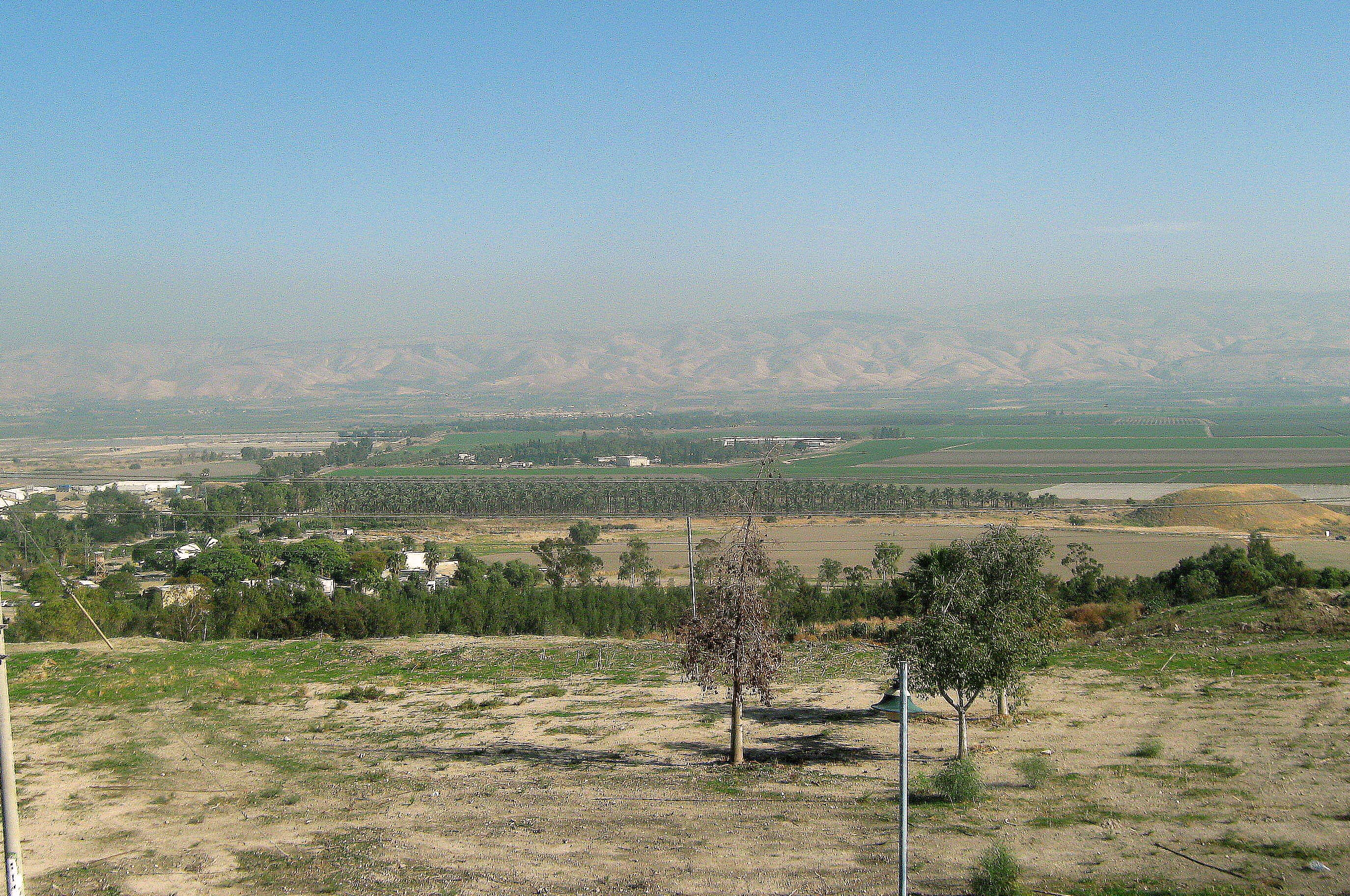
La vallée du Jourdain à Beït Shéan, en Israël.

L'intensification de l'agriculture limite localement l'expression de la biodiversité (engrais, pesticides, etc.), tout en agrandissant les espaces végétalisés par l'agriculture, grâce à l'irrigation.